# Bobdownsita
La bobdownsita és un mineral de la classe dels fosfats, actualment desacreditat, que pertany al grup de la whitlockita. Va ser descoberta a partir d'un aflorament de cuirasses ferruginoses i shales datat del Cretaci inferior trobat al Big Fish River, Territori del Yukon, el Canadà. Rep el seu nom en honor de Robert Terrace Downs, professor de mineralogia del Departament de Ciències de la Terra de la Universitat d'Arizona, que va viure i treballar en el Territori del Yukon durant la dècada de 1970.
L'any 2018 va ser desacreditada per l'IMA com a espècie vàlida, ja que es demostra que no conté fluor, que era la seva característica distintiva com un mineral diferent. Aquesta nova bobdownsita sense F és equivalent a la whitlockita, encara que la fase probablement es troba dins la sèrie whitlockita-merrillita.

## Característiques
La bobdownsita era considerada un fosfat de fórmula química Ca9Mg(PO₄)₆(PO₃F). Cristal·litza en el sistema trigonal. La bobdownsita del Yukon conté cristalls anèdrics i euèdrics. Els cristalls són incolors sota la llum transmesa i la seva ratlla és de color blanc. La seva duresa a l'escala de Mohs és 5. La bobdownsita és insoluble en aigua, acetona i àcid clorhídric.
Segons la classificació de Nickel-Strunz, la bobdownsita pertany a «08.AC: Fosfats, etc. sense anions addicionals, sense H₂O, amb cations de mida mitjana i gran» juntament amb 49 minerals més, entre els quals es troben: howardevansita, al·luaudita, arseniopleïta, bario-olgita, bobfergusonita, brianita, ferromerrillita, hagendorfita, johil·lerita, johnsomervilleïta, marićita, merrillita, olgita, yazganita, qingheiïta, qingheiïta-(Fe2+), schäferita, whitlockita i xenofil·lita.

### Cristal·lografia
La bobdownsita és isoestructural amb la whitlockita, el seu sistema cristal·lí és trigonal i el seu grup espacial és R3c. La seva simetria és 3m amb els paràmetres de cel·la unitària ɑ = 10,3224(3) Å, c = 37,70(2) Å, V = 3420.7(6) A³. La bobdownsita es caracteritza per lligands [M(PO₄)₆]-16 enllaçats a cations Ca2+ d'intracapa per formar capes paral·leles a (001). A més, les capes paral·leles a (001) estan unides de manera addicional per cations Ca2+, Na+, i Sr2+ al llarg de [001]. Aquest mineral té llocs octaèdrics formats per grups tetraèdrics PO₃F cada un dels quals està coordinat amb els dos cations Ca2+ d'intracapa més propers a través de l'oxigen.

## Formació i jaciments
La bobdownsita va ser originalment trobada en un aflorament de cuirasses ferruginoses i shales datat del Cretaci inferior en una falla del Yukon. També ha estat trobada a una pegmatita de la mina Tip Top, Fourmile, Dakota del Sud i en el que es creu que és un meteorit marcià a la regió d'Al-Wusta, Oman, el que posteriorment va ser catalogat com a merrillita. La bobdownsita, la whitlockita i la merrillita són minerals fosfats relacionats que es troben en roques lunars. Cristalls de merrillita amb quantitats considerables de fluor i traces de clor han estat trobats en diversos meteorits marcians. Sol trobar-se associada amb altres minerals com: siderita, latzulita, kulanita, gormanita, quars, col·linsita i minerals del grup de l'arrojadita.